# Matriu d'Ansoff

Pepet amb les quatre estratègies de creixement de definides per Ansoff

La matriu d'Ansoff és una eina de planificació estratègica que proporciona un marc per ajudar a definir estratègies de creixement a les organitzacions.
El seu nom prové d'Igor Ansoff , qui va definir el concepte l'any 1957 i va establir quatremil estratègies de creixement tenint en compte el tipus de producte i mercat:

## Penetració de mercat
L'organització intenta créixer utilitzant la seva oferta existent de productes o serveis dins dels mercats actuals. Intenta augmentar la seva participació de mercat creixent dins dels diferents segments de mercat ja sigui venent més productes o serveis als clients actuals o trobant clients nous dins dels mercats existents.
Per dur a terme l'estratègia es pot fer una disminució de preu, augmentar de la promoció i suport de la distribució, adquirir una empresa competidora del mercat així com petites millores del producte.

## Desenvolupament de mercat
La empresa intenta expandir-se a mercats nous (ampliació geogràfica, nous països etc.) utilitzant la seva oferta actual de productes o serveis.
Aquesta estratègia es pot assolir mitjançant diferents segments de client, recerca de compradors industrials per un bé que anteriorment es venia només a compradors particulars; noves regions o àrees i  mercats estrangers.

## Desenvolupament de producte
Quan una empresa intenta crear nous serveis i productes dins dels seus mercats actuals per aconseguir creixement.
Això implica estendre la gamma de producte
disponible de l'empresa en els mercats actuals. Aquests productes poden ser obtinguts per: recerca i desenvolupament de nous productes, adquisició de drets de producció d'altres productes, etc

## Diversificació
L'organització intenta créixer la seva participació de mercat introduint nous productes en mercats nous. És l'estratègia més arriscada perquè ambdós, nous productes i desenvolupament de mercat son requerits.